# Cầu Bình Tân
Cầu Bình Tân là một cây cầu bắc qua sông Tắc nối hai đầu đường Nguyễn Tất Thành thuộc xã Phước Đồng, Nha Trang, Khánh Hòa.

## Thông tin
Cầu Bình Tân 2 là một cây cầu vĩnh cửu bê tông cốt thép dự ứng lực. Nó có chiều dài là 306 m, rộng 30 m, cầu bao gồm 9 nhịp 33m, dải phân cách rộng 1,5m và lề mỗi bên rộng 2,75m. Phần đường dẫn hai đầu của cầu theo tiêu chuẩn đường phố chính cấp II, chỉ giới 35m, mặt đường bằng bê tông nhựa. Điểm đầu của cầu Bình Tân 2 nối với đường Lê Hồng Phong, điểm cuối của cầu giáp với điểm đầu Khu dân cư Hòn Rớ 2.

## Lịch sử
Sau khi Cầu Bình Tân được đưa vào sử dụng, bán đảo và Sân bay quốc tế Cam Ranh được mở cửa cũng như về kinh tế xã hội, dân cư ở những khu vực Hòn Rớ, Sông Lô, Phước Đồng,... phát triển rất nhanh nên giao thông qua lại cầu cũng khiến cho Cầu Bình Tân trở nên quá tải. Do đó, tỉnh Khánh Hòa đã đầu tư xây dựng cây cầu mới là cầu Bình Tân 2, nó được xây dựng nằm song song và sát ngay Cầu Bình Tân (cũ). Cầu Bình Tân 2 đã tổ chức lễ động thổ và khởi công xây dựng vào ngày 14 tháng 4 năm 2006. Dự án này có mức đầu tư khoảng 63 tỷ đồng và dự kiến xây dựng trong 11 tháng. Sau hai năm xây dựng, vào tháng 5 năm 2008, cây cầu đã được thông xe. Như vậy, khi cây cầu được hoàn thành thì chiều rộng của cả hai cây cầu gộp lại là 35 m, tức là đã được tăng lên gấp đôi. Khi đó, việc lưu thông qua cầu sẽ được quy định chạy theo một chiều ngược nhau.